# L'occhio del golem
L'occhio del Golem è il secondo libro della Tetralogia di Bartimeus scritta da Jonathan Stroud. Il titolo originale in inglese è The Golem's Eye.

## Trama
Sono passati tre anni dalla vicenda 
dell'amuleto di Samarcanda, e Nathaniel si è confermato il mago più giovane e intraprendente di tutto il Ministero. Niente di strano, quindi, che venga convocato per risolvere un mistero inquietante: un mostro, enorme, invisibile, circondato di oscurità, getta Londra nel panico e fa strage di cose e persone. Il primo ministro Rupert Devereaux è convinto che sia colpa della Resistenza, un gruppo di londinesi privi di poteri magici che si oppone alla classe dominante dei maghi; ma le indagini di Nathaniel si rivelano infruttuose, come i tentativi di infiltrarsi nel gruppo. Messo alle strette, circondato dall'invidia e l'odio degli altri membri del Parlamento, Nathaniel deve andare a Praga alla ricerca del colpevole, ed evoca il jinn Bartimeus che già l'aveva aiutato tre anni prima. Ma stavolta Bartimeus non è affatto d'accordo...

## Edizioni
- Jonathan Stroud, L'occhio del Golem, traduzione di Riccardo Cravero, Salani, 2005,  p. 553, ISBN 88-8451-302-2.

- Jonathan Stroud, L'occhio del golem, traduzione di Riccardo Cravero, TEA, 2012,  p. 553, ISBN 88-502-2931-3.